# 马真
马真（1917年12月—2020年2月16日），原名马麟图，曾用名樵夫，男，山西徐沟人，中华人民共和国政治人物，曾任第八机械工业部副部长、党组成员。